# Volkswagen Nutzfahrzeuge

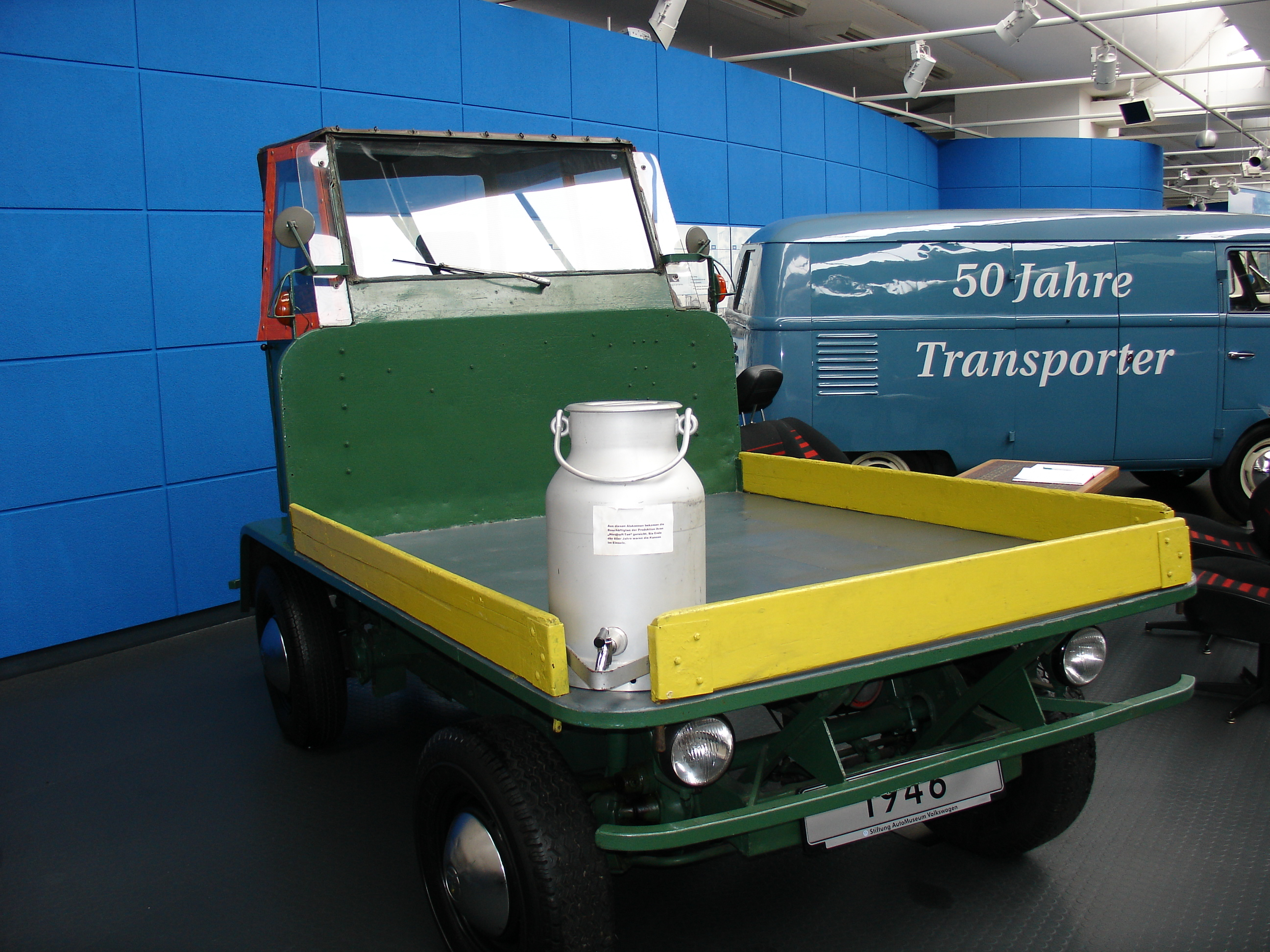
Prototyp pierwszego użytkowego Volkswagena wykonanego na użytek własny w 1947 roku

Volkswagen Nutzfahrzeuge ([ˈfɔlksˌvaːgən ˈnʊt͡sˌfaːɐ̯t͡sɔʏ̯ɡə]; z niem. Volkswagen Pojazdy Użytkowe) – dział koncernu Volkswagen AG specjalizujący się w produkcji pojazdów dostawczych i ciężarowych. Od 1995 roku jest w pełni samodzielną marką oraz odrębną jednostką biznesową Volkswagen AG.
„Volkswagen Nutzfahrzeuge” posiada dwie fabryki w Europie. Pierwszą, macierzystą jest fabryka w Hanowerze, zajmująca się obecnie głównie produkcją modelu Volkswagen Transporter i jego wersji osobowych (Caravelle, Multivan, Westfalia). Wcześniej produkowano tam również model Volkswagen LT (do 2006 roku). Model Volkswagen Crafter, następca modelu LT powstaje we współpracy z Daimlerem w fabrykach w Düsseldorfie i Ludwigsfelde na bazie Mercedesa Sprintera. Drugą fabryką spółki jest Volkswagen Poznań, która od listopada 2003 specjalizuje się w produkcji modelu Volkswagen Caddy oraz Caddy Maxi (2007), zaś w mniejszym stopniu Volkswagen Transporter T5. Ten ostatni tylko w Poznaniu jest produkowany w wersjach ze skrzynią ładunkową i podwójną kabiną. Ze względu na niższe koszty pracy zakład w Poznaniu specjalizuje się również w wykonywaniu bardziej pracochłonnych wersji specjalnych obu produkowanych modeli (np. pocztowych, dla firm kurierskich, policyjnych). Obecnie zdolność produkcyjna zakładu Volkswagen Poznań wynosi około 170 tys. sztuk rocznie.
Volkswagen Nutzfahrzeuge jest producentem samochodów ciężarowych (od lekkich do ciągników siodłowych) i bazujących na ich podwoziach autobusów. Pojazdy takie powstają w Brazylii w Resende w stanie Rio de Janeiro. W 2007 roku powstało ich około 47 tys. sztuk, w tym około 35 tys. ciężarówek. W 2007 roku wprowadzono do produkcji nową serię ciężarówek Titan, które występują również w odmianie Constellation. Stosuje się w nich m.in. 6-cylindrowe silniki Diesla o pojemności 8,3 dm³ Cummins ISC z intercoolerem i wtryskiem common rail bez sterowania elektronicznego. Oprócz modeli ciężarowych w Brazylii powstają pick-upy Saveiro. W Południowej Afryce powstają w liczbie około 800–900 sztuk rocznie modele Golf Pickup na bazie Golfa z lat 70. z przeznaczeniem na lokalny rynek.
Koncern Volkswagen AG podjął w ostatnich latach próbę przejęcia większości akcji koncernu Scania AB i wejścia w segment ciężkich samochodów ciężarowych i autobusów. Rywalizuje w tym zakresie z rodziną Wallenbergów, głównych akcjonariuszy szwedzkiego koncernu od 1917 roku, oraz z grupą MAN. W marcu 2008 r. Volkswagen AG, który miał dotychczas 20,89% akcji Scania AB, dających prawo do niemal 38% głosów, odkupił od „Investor AB” (kontrolowanej przez Wallenbergów) i fundacji Wallenbergów pakiet akcji. W ten sposób zwiększył udziały do 37,73% akcji z prawem do 68,6% głosów.
Po tym jak firma Porsche przejęła większość akcji Volkswagen AG, 1 stycznia 2009 MAN AG przejął od Volkswagen Nutzfahrzeuge spółkę Volkswagen Caminhōes e Ônibus (zwaną też Volkswagen Truck & Bus) z siedzibą w Resende w Brazylii. Volkswagen AG posiada 29,9% akcji koncernu MAN. Prawdopodobnie oba koncerny chcą połączyć produkcję ciężarówek, autobusów i silników Diesla w jedną grupę przemysłową, kontrolowaną przez MAN. Dotyczyć to może również większościowych (68,6%) udziałów Volkswagen AG w firmie Scania, które mogą zostać przejęte przez MAN (jest on również właścicielem niewielkiego pakietu akcji spółki Scania).
Od 2016 rozpoczęto produkcję samochodu Volkswagen Crafter w Białężycach koło Wrześni. Jest to zakład należący do VWP. Poprzednik był budowany w fabryce Mercedesa.

## Modele samochodów użytkowych marki Volkswagen
| Okres produkcji | Model                       | Opis | Grafika |
| 1950–1967       | VW Transporter T1 (Typ 2)   | Pierwszy minibus i obok Garbusa najlepiej sprzedający się Volkswagen w latach 50. i 60. XX wieku.                                                                             |         |
| 1964–1973       | Fridolin (Typ 147)          | Furgonetka skonstruowana specjalnie dla niemieckiej poczty. |         |
| 1967–1971       | VW Transporter T2a (Typ 2)  | Zmodernizowany VW Transporter T1 (bez dzielonej przedniej szyby). |         |
| 1971–1972       | VW Transporter T2ab (Typ 2) | Odmiana VW Transporter T2, model pośredni, tylko rok w produkcji (przód jak T2a, tył – T2b)                                                                                   |         |
| 1972–1979       | VW Transporter T2b (Typ 2)  | Zmodernizowany T2. |         |
| 1975–1995       | LT                          | Większy „brat” VW Transportera. |         |
| 1977–1993       | MAN-VW                      | Lekkie ciężarówki produkowane w kooperacji z MAN. |         |
| 1979–1992       | VW Transporter T3 (Typ 2)   | Ostatni Transporter z silnikiem z tyłu. Minibus sprzedawany pod nazwami „Bus”, „Caravelle” i „Multivan”.                                                                      |         |
| 1979–1993       | Caddy I                     | Wersja pick-up VW Golfa I. |         |
| 1989–1996       | Taro                        | Samochód terenowy typu pick-up stworzony w kooperacji z Toyotą. |         |
| 1990–2003       | VW Transporter T4 (Typ 2)   | Pierwszy VW Transporter z silnikiem z przodu, kolejny face-lifting. Podobnie, jak w przypadku poprzedniego modelu, minibusy sprzedawane pod nazwami „Caravelle” i „Multivan”. |         |
| 1995–2000       | L 80                        | Zbudowana w Brazylii lekka ciężarówka. |         |
| 1995–2003       | Caddy II                    | Kolejna generacja VW Caddy. Bliźniaczy model Škody Pick-up i SEATa Inca. |         |
| 1995–2006       | LT                          | VW LT drugiej generacji, konstrukcyjnie zbliżony do Mercedesa-Benza Sprintera.                                                                                                |         |
| od około 2000   | Delivery                    | Lekka ciężarówka produkowana w Brazylii. |         |
| od około 2000   | Worker                      | Średnia ciężarówka produkowana w Brazylii. |         |
| od około 2000   | Constellation               | Ciężka ciężarówka produkowana w Brazylii. |         |
| od 2003         | VW Transporter T5 (Typ 2)   | Kolejna generacja Transportera z napędem przednim. Odmiany „Caravelle” i „Multivan” odróżniają się od wersji użytkowych kształtem przedniej części pojazdu.                   |         |
| od 2003         | Caddy III                   | Najnowszy model VW Caddy wytwarzany jest na bazie płyty podłogowej VW Golfa piątej generacji oraz VW Tourana wyłącznie w zakładach Volkswagen Poznań w Poznaniu.              |         |
| od 2006         | Volkswagen Crafter          | Następca VW LT drugiej generacji. Także bazujący na Mercedesie-Benzie Sprinterze                                                                                              |         |
|                 | Volksbus                    | Kilka rodzin podwozi autobusowych produkowanych w Brazylii. |         |